# 停雲
《停雲》是陶淵明的一首四言詩，是《陶淵明集》中第一首詩，在詩中表達了他懷念親友的感概。

## 背景
柯寶成認為，此诗作于晉元興三年（404年）春天，陶淵明四十岁的時候。當時劉裕收取京口，進一步攻佔建康。也有說法認為作於408年，或者是403年，大約是陶淵明歸隱後的作品。

## 內容
《停雲》，思親友也。罇湛新醪，園列初榮。願言不從，歎息彌襟。
靄靄停雲，濛濛時雨。八表同昏，平路伊阻。靜寄東軒，春醪獨撫。良朋悠邈，搔首延佇。
停雲靄靄，時雨濛濛。八表同昏，平陸成江。有酒有酒，閑飲東窗。願言懷人，舟車靡從。
東園之樹，枝條載榮。競用新好，以怡余情。人亦有言，日月于征。安得促席，說彼平生。
翩翩飛鳥，息我庭柯。斂翮閑止，好聲相和。豈無他人，念子寔多。願言不獲，抱恨如何！

## 分析
有學者認為此首詩是陶淵明抒發當時政局的感概。元代刘履認為，陶淵明是為了他的親友或者仕於宋者作此詩，並指此詩首章中「停雲」、「時雨」是「喻宋武阴凝之盛」，而“表昏”、“路阻”，則是比喻天下都歸於劉宋，而晋臣沒有可以出仕的方法。而作者則是在東軒中饮酒自慰，為良朋遠去和當時政局感到煩擾。整體而言，以飛鳥作「興」的手法，以此比喻親友，最初則是懷望飛鳥，後來希望和他一起飲酒，但是知他不會回來之後，也只是感到無可奈何，他認為這「可见靖节之于亲友，情之至，义之尽也」。黃文煥認為，《停雲》四章都是「匡扶世道之热肠，非但离索思群继之闲惊也」，指陶淵明在詩中表達了自己對於匡扶晉室的想法。「八表同昏，平路伊阻”，“平陆成江”的描述都是暗示晉朝滅亡，希望有人可以一起恢復山河。「東園之樹」則是暗示即使是國家淍亡也好，也終會有一天重新繁榮。並指整文創作「章法映带，各有次第」，創作上緊扣序文，比與手法融入文中使讀者不覺。沃仪仲指“伊阻”、“成江”暗示了時运。“八表同昏”則是怪責了當時的臣子，認為作者希望在此詩中表達當時朝延沒有賢臣，而我自己雖然有才學，但依然抱恨不得用。
學者注意到此詩和《詩經》的關係。离无之指「以『停雲』名篇，乃周詩六义之遣義也」，認為以「停雲」命名是受到《詩經》的影響。清代張謙宜指「《停雲》温雅和平，与《三百篇》近；流逸松脆，与《三百篇》远；世自有知此者」，指《停雲》的溫雅之處和《詩經》接近，但詩中隱逸之處和《詩經》則是較遠。唐旭東指，陶淵明模仿了《詩經》以首句兩字的方式以命題，也模仿了《詩》小序的方式為《停雲》作序，而疊句的方式也和《詩經》的手法相似，用典用詞方面也有所相似，可見有所模仿。也有學者認為此首詩考仿了《離騷》，王夫之指，「四章往复之间，言句有限，取比《离骚》，尤为深远广大。彼以偏怀学陶者，初不知此诗风旨也」，指他四章重複之處，相比於《離騷》更為深入。

## 延伸閱讀
- 薛谷香. . 杭州金融研修學院學報. 2022, (01): 74-76.
- 潘雨菲. . 牡丹. 2020, (10): 141-143.
- 唐旭東. . 九江學院學報(社會科學版). 2016, 35 (03): 1-6.
- 林佳穎. . 文史知識. 2007, (10): 37-40.
- 許紅英. . 文學前沿. 2005, (01): 258-262.
- 汪榕培. . 外語與外語教學. 1998, (02): 39-45.